# Turn the Tide on Plastic
Turn the Tide on Plastic es un velero de competición de la clase  Open 65 que compitió en la Volvo Ocean Race 2017-18, patroneado por Dee Caffari. 
En la edición anterior en 2014-15 el mismo barco participó con el nombre de Team Vestas Wind, patroneado por Chris Nicholson, que acabó séptimo y último debido sobre todo a que encalló en el Océano Índico y no participó en gran parte de la regata.

## Tripulación 2017-18
| Posición                       | Nombre                     | Participación en las etapas | Participación en las etapas | Participación en las etapas | Participación en las etapas | Participación en las etapas | Participación en las etapas | Participación en las etapas | Participación en las etapas | Participación en las etapas | Participación en las etapas | Participación en las etapas |
| ------------------------------ | -------------------------- | --------------------------- | --------------------------- | --------------------------- | --------------------------- | --------------------------- | --------------------------- | --------------------------- | --------------------------- | --------------------------- | --------------------------- | --------------------------- |
| Posición                       | Nombre                     | 1                           | 2                           | 3                           | 4                           | 5                           | 6                           | 7                           | 8                           | 9                           | 10                          | 11                          |
| Patrona                        | Dee Caffari                | Sí                          | Sí                          | Sí                          | Sí                          | Sin cambios                 | Sí                          | Sí                          | Sí                          | Sí                          | Sí                          | Sí                          |
| Capitán del barco              | Liz Wardley                | Sí                          | Sí                          | Sí                          | Sí                          | Sin cambios                 | Sí                          | Sí                          | Sí                          | Sí                          | Sí                          | Sí                          |
| Tripulante                     | Lucas Chapman              | Sí                          | Sí                          | Sí                          | No                          | Sin cambios                 | Sí                          | Sí                          | Sí                          | Sí                          | Sí                          | Sí                          |
| Tripulante                     | Bianca Cook                | Sí                          | Sí                          | Sí                          | No                          | Sin cambios                 | Sí                          | Sí                          | Sí                          | Sí                          | Sí                          | Sí                          |
| Tripulante                     | Annalise Murphy            | Sí                          | Sí                          | No                          | Sí                          | Sin cambios                 | Sí                          | No                          | Sí                          | Sí                          | Sí                          | Sí                          |
| Jefe de Guardia                | Martin Strömberg           | Sí                          | Sí                          | Sí                          | Sí                          | Sin cambios                 | No                          | No                          | Sí                          | Sí                          | Sí                          | Sí                          |
| Tripulante                     | Bleddyn Mon                | Sí                          | No                          | Sí                          | Sí                          | Sin cambios                 | No                          | Sí                          | No                          | Sí                          | Sí                          | Sí                          |
| Tripulante                     | Francesca Clapcich         | Sí                          | Sí                          | Sí                          | Sí                          | Sin cambios                 | Sí                          | Sí                          | Sí                          | No                          | Sí                          | Sí                          |
| Tripulante                     | Elodie-Jane Mettraux       | No                          | No                          | Sí                          | Sí                          | Sin cambios                 | No                          | Sí                          | No                          | Sí                          | No                          | Sí                          |
| Tripulante                     | Bernardo Freitas           | Sí                          | No                          | No                          | Sí                          | Sin cambios                 | Sí                          | No                          | No                          | Sí                          | No                          | Sí                          |
| Navegante                      | Nicolas Lunven             | Sí                          | Sí                          | Sí                          | No                          | Sin cambios                 | Sí                          | No                          | Sí                          | No                          | No                          | Sí                          |
| Navegante                      | Brian Thompson             | No                          | No                          | No                          | Sí                          | Sin cambios                 | Sí                          | Sí                          | No                          | Sí                          | Sí                          | No                          |
| Tripulante                     | Frederico Pinheiro de Melo | No                          | Sí                          | Sí                          | Sí                          | Sin cambios                 | No                          | Sí                          | Sí                          | No                          | Sí                          | No                          |
| Tripulante                     | Henry Bomby                | No                          | Sí                          | No                          | No                          | Sin cambios                 | Sí                          | Sí                          | Sí                          | No                          | No                          | No                          |
|                                |                            |                             |                             |                             |                             |                             |                             |                             |                             |                             |                             |                             |
| Número de tripulantes a bordo: | 10                         | 10                          | 10                          | 10                          | Sin cambios                 | 10                          | 10                          | 10                          | 10                          | 10                          | 10                          |                             |
|                                |                            |                             |                             |                             |                             |                             |                             |                             |                             |                             |                             |                             |
| Reportero a bordo              | Martin Keruzoré            | No                          | No                          | No                          | No                          | Sin cambios                 | No                          | No                          | No                          | Sí                          | No                          | No                          |
| Reportera a bordo              | Jen Edney                  | Sí                          | No                          | No                          | No                          | Sin cambios                 | No                          | No                          | No                          | No                          | Sí                          | Sí                          |
| Reportero a bordo              | Sam Greenfield             | No                          | Sí                          | No                          | No                          | Sin cambios                 | No                          | Sí                          | No                          | No                          | No                          | No                          |
| Reportero a bordo              | Jeremie Lecaudey           | No                          | No                          | Sí                          | No                          | Sin cambios                 | No                          | No                          | No                          | No                          | No                          | No                          |
| Reportero a bordo              | Brian Carlin               | No                          | No                          | No                          | Sí                          | Sin cambios                 | No                          | No                          | No                          | No                          | No                          | No                          |
| Reportero a bordo              | James Blake                | No                          | No                          | No                          | No                          | Sin cambios                 | Sí                          | No                          | Sí                          | No                          | No                          | No                          |

## Volvo Ocean Race 2014-15

### Tripulación
- Chris Nicholson.  Patrón. 5ª Volvo Ocean Race.
- Nicolai Sehested. Capitán del barco.
- Peter Wibroe.
- Tony Rae. 5ª Volvo Ocean Race
- Simeon Tienpont, tripulante.
- Tom Addis, Navegante.
- Robert Salthouse, 4ª Volvo Ocean Race
- Tom Johnson, número 1, Coxswain.
- Wouter Verbraak. 3ª Volvo Ocean Race
- Maciel Cicchetti. Coxswain. 2ª Volvo Ocean Race.

### Encallamiento
El 30 de noviembre de 2014, después de 10 días de navegación desde Ciudad del Cabo de camino a Abu Dhabi, durante la noche el barco encalló en el atolón de coral de San Brandón.  El barco acabó destrozado y fue reparado para que el equipo pudiese participar en las dos últimas etapas. Las causas del embarrancamiento fueron una combinación de fallo humano y del software de navegación en el que no se veía el atolón en las cartas de navegación en función del zum. La tripulación fue rescatada por la mañana por la guardia costera de las Islas Mauricio.